# Poa langtangensis
Poa langtangensis är en gräsart som beskrevs av Aleksandre Melderis. Poa langtangensis ingår i släktet gröen, och familjen gräs. Inga underarter finns listade i Catalogue of Life.